# Паращенко Людмила Семенівна
Людми́ла Семе́нівна Пара́щенко (Паращенко-Тутковська, нар. 1867, Поділля? — † 22 липня 1943, Київ) — піаністка, музичний педагог, громадський діяч. Член очолюваної Миколою Лисенком музичної комісії при Київському літературно-артистичному товаристві.
Викладач Музичної школи М. Тутковського. Дружина Миколи Тутковського.

## Відомості
1888 року закінчила Київське музичне училище (клас М. Тутковського). Одна з найкращих учениць і згодом дружина Миколи Тутковського, була запрошена до створеної ним у 1893 році приватної музичної школи викладати за класом рояля.
Брала участь в концертах. В її репертуарі були твори М. Лисенка, П. Чайковського, Й. С. Баха, Л. Бетховена, Ф. Шопена, Р. Шумана, Ф. Ліста (зокрема 4-а «Угорська рапсодія»), А. Літольфа («Голландський концерт») та ін. Володіла розвиненою технікою і приємним туше.
Її талант піаністки відзначала київська преса: «Она сыграла весьма изящно „голландскій“ концертъ Литольфа и заявила еще полнѣе разностороннія качества своего дарованія въ собственномъ концертѣ, устроенномъ ею минувшей весной въ залѣ музыкальнаго училища».
Постійно брала участь у «камерних ранках», які з 1915 майже кожної неділі відбувались в залі Купецього зібрання. У цих камерних концертах вона у дуеті з М. Тутковським грала фортепіанні перекладення зразків симфонічної музики. Під час концерту 12 листопада 1889 року в дуеті з Миколою Тутковським виконала фінал з рукописної симфонії Тутковського в перекладенні автором на два рояля в 4 руки.
Мала веселу вдачу, була життєрадісною і дотепною. Проте викладачем була вимогливим, що цінилось батьками учнів. Відомо, що Левко Ревуцький, який навчався в цій школі, не зміг потрапити до класу Людмили Семенівни через його переповненність і потрапив до класу Миколи Лисенка, що викликало невдоволення мами Ревуцького, яка вважала Миколу Віталійовича м'якою делікатною людиною.
Після закриття школи М. Тутковського у 1931 році не полишала зв'язків з учнями, з багатьма займалась безкоштовно.
Крім роботи в школі була учасницею концертів, в яких брала участь з видатними музикантами того часу, місцевими і зарубіжними, які виступали в Києві (зокрема з такими музикантами як: М. Лисенко, В. Пухальський, М. Тутковський, Н. Клейбель, О. Штосс-Петрова, О. Колаковський, І. Водольський і співаками як О. Пускова, Є. Кадміна, В. Зарудна). Володіла кількома мовами.
Відзначається серед музичних педагогів, які розвивали музично-просвітницькі традиції в Україні на початку ХХ ст.
Померла 1943 року. Похована на Старобайковому цвинтарі, недалеко від могили Миколи Тутковського — огорожа, залізний хрест, на бляшаній табличці напис: «Паращенко Тутковская Людмила Семеновна. Умерла 22.7.1943».
У неї була сестра, чоловік якої був землевласником на Поділлі, близько від австрійського кордону й звався Йосип Юркевич.
Одружилися, коли їй було понад 50 років.

## Громадська діяльність
Входила до складу музичної комісії при Літературно-артистичному товаристві. До складу цієї комісії, очолюваної Миколою Лисенком, входили також Єлизавета Мусатова-Кульженко, Казимир П'ятигорович, Михайло Сікард, Карл Шадек, Микола Тутковський. В клубі цього товариства щонеділі відбувалися концерти, які присвячувались М. Глінці, П. Чайковському, О. Бородіну, Ф. Мендельсону, Ф. Шуберту, Ф. Шопену, М. Лисенкові та іншим видатним композиторам. Однак 1905 року товариство було закрите царською поліцією як «протидержавний гурток».

## Пам'ять
Відомий скрипаль і композитор Михайло Сікард присвятив Людмилі Паращенко свій твір «Арлекін» (8-й номер з сюїти в 20 п'єс).